# Jørgen de Mylius
Jørgen de Mylius, også omtalt som Jørgen Mylius eller Mylle, (født 5. marts 1946) er en dansk radio- og tv-vært, sangtekstforfatter og forfatter, mest kendt for sit arbejde i forbindelse med det danske og det internationale Melodi Grand Prix. Han har været vært for Dansk Melodi Grand Prix 11 gange og kommentator på det internationale Eurovision Song Contest 24 gange.
Jørgen de Mylius har desuden skrevet tekster – hovedsageligt fordanskninger af hits fra Norge og Sverige – til dansktop-kunstnere som Kandis, Dorthe Kollo, Lis & Per, Tommy Seebach og Bamses Venner. Jørgen de Mylius har efter eget udsagn skrevet mere end 400 sangtekster i sin karriere.

## Uddannelse og tidlig karriere
Jørgen de Mylius blev født på Frederiksberg, men boede på Østerbro. Han begyndte på Vibenhus Skole i grundskolen. I mellemskolen blev han overført til Øster Borgerdyd Gymnasieskole. Her gennemførte han skolen og blev matematisk student fra Østre Borgerdyd Gymnasium i 1964. Den 29. januar 1963 begyndte han at arbejde for Danmarks Radio. Radioprogrammer som Top 20, Efter Skoletid, For de unge blev skabt indenfor det første halvandet år af hans karriere. Hans program Top 20 blev en kæmpe succes og fik over en million lyttere og blev flyttet til en bedre sendetid søndag eftermiddag. Han færdiggjorde en uddannelse som journalist i 1968.

## Professionel karriere
Han har også arbejdet som radiojournalist i USA, Japan, Frankrig og Luxembourg. Dette fortsatte indtil 1977, hvor han i april begyndte at arbejde i tv-afdelingen af DR. Han debuterede som vært i 1978, hvor han var vært ved det danske Melodi Grand Prix. Han har også været vært og producerede en række programmer som f.eks. Eldorado, Stardust, Musikboxen og Pop-quiz.
I 1989 begyndte han som vært på radioprogrammet Mylles Hylde på P3 og i løbet af 1990-91 var han i USA, hvor han studerede film på University of California (UCLA) i Los Angeles.
I løbet af sene 90'erne var han vært på det populære radioprogram De ringer, vi spiller.
Han har været musikkonsulent på filmen Blinkende Lygter i 2000 og tv-programmet Hit med Sangen i 2002. Derudover har han været manuskriptforfatter på en lang række musikprogrammer, heraf adskillige dokumentarer om musikere som Cliff Richard, Tom Jones, Roger Whittaker, Johnny Reimar, Tom Petty, Richard Ragnvald og ABBA.
Udover sit arbejde som vært på tv og radio har han også skrevet biografier om Cliff Richard, Elvis Presley og Jodle Birge.
Fra 1999 arbejdede han som redaktionschef for tv programmet Hit med Sangen og er for øjeblikket radiovært på programmet Hithouse, der sendes mandag til søndag kl 18-19 på P5 og radioprogrammet Eldorado lørdag eftermiddag.
I 2012 udgav han sin selvbiografi Jørgen de Mylius - tak for al musikken. Den modtog fire ud af seks stjerner i musikmagasinet GAFFA.
I 2014 modtog han Billed-Bladets Ærespris ved deres prisuddeling TV-guld for sit dedikerede arbejde med profilering af musikjournalistikken i både tv og radio.

## Hæder
- I 1996 modtog han Bakkens Oscar.[7]
- I 2013 blev han slået til Ridder af Dannebrog.[8][9]
- I 2014 modtog han Æresprisen ved Billed-Bladets TV-guld.[10]

## Privatliv
Mylius bor på Frederiksberg, og han har et sommerhus i Tisvilde, der blev købt i 1976.
I 1975 blev han gift med Jytte de Mylius. De fik tre børn, inden de blev skilt i 1995. Han fandt sammen med Inger, der på dette tidspunkt havde en 3-årig datter, i 1998, og de blev gift i 2003, hvor hun også tog efternavnet de Mylius. Sammen har de to børn.

## Filmografi
- Eldorado (1983-1985)
- Stardust
- Musikboxen
- Pop-quiz
- Superchancen (1993-1994), DR
- Pick Up Nordisk Rock (1995-1996), DR
- Hit med Sangen (1999-2003), DR - redaktionschef og tilrettelægger
- Twist & Shout (2005-2006), TV2 Charlie

## Radio
- Top 20
- Efter skoletid
- De ringer, vi spiller (1990'erne)
- Mylles Hylde (1989)
- Hitlisten (1998)
- Eldorado (2007-nu)
- Hithouse (2000-nu)
- DanskPoppen (2009-2010)

## Sangtekster
Jøgren de Mylius har skrevet over 400 sangtekster, heriblandt:
- "Skagens Solnedgang" (Kandis)
- "Tillykke - Pump and Circumstances" (Skipper og co.)
- "Brudevalsen" (Poul Beck)
- "En lille ring af guld" (Kandis)
- "Venner for livet" (Bjørn og Okay)
- "To mørke øjne" (Dorthe Kollo/Johnny Reimar & The Cliffters)
- "Jeg ser altid lyst på livet" (Lis og Per)
- "Der er intet i verden som min pige" (Bjørn Tidmand)
- "Vi ønsker os alle en glædelig jul" (Tommy Seebach)
- "Når et julelys bli’r tændt" (Bamses Venner)
- "Der er stjerner nok på himlen" (Dorthe Kollo)
- "Lørdag Aften" (Vikingarna/ Klaus & Servants)
- "Kundskabens Træ" (Klaus & Servants)
- "Min lille dreng" (Pop 4)
- "Stedet på vor jord" (Lis og Per)
- "Alle synger i badet" (Birthe Kjær, Keld Heick m.fl)
- "Af hele mit hjerte" (Birthe Kjær)
- "Det bedste var Blowing in the wind" (Bjørn Hansen)
- "Dig vil jeg elske" (Bjørn og Okay)
- "En lille engel" (Thorleifs)
- "Et lille smil" (Richard Ragnvald)
- "Jeg vandt dit hjerte" (Thorleifs)
- "Min solrige sommer" (Dorthe Kollo)
- "Tak for sidst" (Kandis)
- "Min sang til dem der går alene hjem" (Kandis)